# Дельгадо, Фран
Франсиско Хавьер Дельгадо Рохано (исп. Fransisco Javier Delgado Rojano; род. 11 июля 2001, Эсиха, Испания) — испанский футболист, защитник и капитан клуба «Бетис Депортиво».

## Карьера
В июле 2018 года стал игроком команды «Бетиса» U19. В октябре 2020 года перешёл во вторую команду клуба, выступающую в четвёртой лиге Испании. Дебютировал за «Бетис Депортиво» 1 ноября 2020 года в матче с «Лорка Депортива». За первую команду сыграл в матче Кубка Испании с «Мутильверой». Дебютировал в Ла Лиге 15 августа 2022 года в игре с «Эльче».